# Station Saint-Lô
Station Saint-Lô is een spoorwegstation in de Franse gemeente Saint-Lô.